# Rangaswamy Srinivasan
Rangaswamy Srinivasan (Índia, 28 de fevereiro de 1929) é um inventor indiano radicado nos Estados Unidos.
Uma das famosas invenções nas quais colaborou foi o LASIK, desenvolvido na IBM Research.